# Эсперанса (фильм)
«Эсперанса» — художественный фильм о судьбе Владимира Алексеевича Ольховского (настоящая фамилия — Ольхович), мексиканского инженера русского происхождения.

## Сюжет
1918 год. Октябрьская революция вносит разлад в семью дворян Ольховских. Глава семьи — врач Алексей Ольховский — сочувствует большевикам, его дочь Тамара — комиссар в Красной Армии, брат Анатоль — эсер, с приходом белых в родной город Александров становится штабс-капитаном Добровольческой армии, и сдаёт своего брата Алексея белой контрразведке. Младший сын Алексея Владимир, пытается освободить своего отца с помощью угроз — он направляет пистолет на своего дядю и требует немедленно отпустить заложника. Анатоль оказывает сопротивление, получает ранение в плечо и теряет сознание. Жеманный восемнадцатилетний юноша, только что закончивший гимназию, думает, что убил своего дядю и пытается спастить бегством вместе со своим сообщником Николаем. В тот же день они были арестованы. После скорого прихода красных в город, Николай и Владимир со своим отцом оказываются на свободе, после чего Николай вступает добровольцем в Красную Армию. Отец и сын пытаются найти приют в Киеве, где живёт сестра Алексея, но она оказывается поборницей белого дела, и ждёт в скором времени в гости другого своего брата — Анатоля, после чего отец с сыном вынуждены её срочно покинуть. Скитаясь по степям Украины, Владимир заболевает тифом, но чудом им удаётся найти госпиталь Красного Креста. В нём нет ни одного врача, только медсёстры и один фельдшер (да и тот ветеринар), поэтому Алексей тут же приступает к работе. О больном Владимире заботится сестра Аннушка, он влюбляется в неё, но вскоре узнаёт, что она обручена с Николаем, бойцом Красной Армии и его старым другом. В ночи госпиталь подвергается нападению зелёных, они убивают раненных, вместе с ними в атаке участвует Анатоль, Николай получает ранение, зелёные берут в заложники Аннушку и Николая, устраивают им опереточную свадьбу, после чего в пьяном угаре катаются по степи на повозках. В этот момент они нарываются на отряд Красной Армии, завязывается бой, в котором зелёные убивают Аннушку и Николая.
1919 год. На корабле Алексей со своим младшим сыном Владимиром покидает Россию, и скоропостижно умирает, так и не добравшись до берега — его погребли в море. Волею судеб Владимир оказывается в Мексике. На корабле он познакомился с офицером Добровольческой армии Михаилом (Мишелем) Андреевым. Человек тонкой душевной организации, знаток поэзии, в особенности Лермонтова, ему стыдно за участие в братоубийственной войне. Они прибывают в порт Веракрус в день рождения Владимира 16 сентября — День независимости Мексики. Случайным образом они знакомятся на улице со Степаном Борщёвым — отставным солдатом, который участвовал в географической экспедиции, которая потерпела крушение у берегов Аргентины в 1917 году. Степану понадобилось два года, чтобы добраться до Мексики, где он должен был встретиться с профессор Корзухиным в Мехико. Втроём — Степан, Мишель и Владимир — начают свой пеший путь в сторону Мехико. В стране продолжается революция, и сапатисты принимают их за американцев. Только поддержка со стороны местных жителей спасает их от расстрела. В итоге им удалось добраться до Мехико, где профессор находит им работу — они становятся шахтёрами.
1921 год. Мишель устал от тяжёлой жизни. Он совершает самоубийство, застрелившись из пистолета. Степан и Владимир хоронят его. Владимир уже неплохо знает испанский, и поступает в университет на кафедру геофизики, Степан так же покидает работу, теперь его путь лежит в Канаду. Несколько лет спустя профессор Корзухин умирает на руках Владимира в мексиканском синематографе, где тот подрабатывал тапёром, будучи талантливым пианистом. В конце концов Владимир защищает докторскую диссертацию, получает мексиканское гражданство и находит работу в очень престижной иностранной фирме по добыче нефти. В его задачу входит поиск нефтяных месторождений, с чем он блестяще справляется. В то же время он находит свою любовь – Каталину, наполовину мексиканку, наполовину ирландку, с которой вместе живёт до самой старости. По дороге из Табаско в Мехико, Владимир заболел лихорадкой, и был оставлен пожить в доме у местного врача. Каталина — дочь доктора, ухаживала за Владимиром до самого выздоровления.
На месте геологических разработок были обнаружены каменные статуи ольмеков. Местные жители отказываются дальше производить взрывные работы, управляющий компании, жадный американец, с помощью военных и Владимира пытается заставить их, но Владимир встаёт на сторону рабочих, понимая, что эти камни священны для них, и представляют собой не меньшую ценность для Мексики, чем нефть, а то и большую.
В 1938 году президент Карденас приветствует Владимира и других геологов во дворце. Только что произошла национализация нефтяной промышленности, которая должна обогатить весь мексиканский народ, и к становлению которой Владимир приложил немало усилий. Ольховский получает приглашения Льва Давидовича Троцкого к себе домой. На столе у него лежит Майн кампф, сам Троцкий изображён очень нервным. Он восхваляет Ленина, недоумевает, почему Сикейрос покушался на него, хотя художники обычно так далеки от политики, с тоской вспоминает время, когда на поезде исколесил все фронты, проклинает сталинские репрессии, после чего уходит и устраивает жене истерику, нормального диалога между ним и Ольховским не состоялось. Седова благодарит Ольховского за визит, и объясняет приглашение тем, что Троцкий ненавидит белую эмиграцию, а встречаться с официальными представителями СССР не имеет никакой возможности, и поэтому испытывает огромную тоску по общению с русскими, которых в его окружении нет. Она желает ему счастья, и с завистью говорит, что тому удастся пережить Сталина, а им уже нет.
В годы Великой Отечественной войны Ольховский оказывал финансовую поддержку Красной Армии, за что в послевоенного время Посол СССР в Мексике вручает ему Почётную грамоту Верховного Совета РСФСР.
В финальной сцене Ольховский изображён очень пожилым больным человеком, прикованным к постели. У него большая семья — жена, дети, внуки, они празднуют его день рождения (и по совместительству День независимости). К нему в комнату заглядывает маленькая внучка, но он не в силах что-либо сказать ей. У него видение — образ Степана Борщёва зовёт его в дальний путь, даря ему сапоги. Владимир засыпает, он видит себя гимназистом, играющим на пианино дома в Александрове в кругу семьи, после чего мирно уходит из жизни.

## В ролях
- Дмитрий Харатьян — Владимир Ольховский
- Григорий Острин — Владимир Ольховский в старости
- Эрнст Романов — Алексей Ольховский
- Любовь Виролайнен — Валентина Ольховская
- Тимофей Спивак — Анатоль Ольховский
- Вера Глаголева — Тамара Ольховская
- Надежда Смирнова — Аннушка
- Никита Михайловский — Николай
- Борис Токарев — Мишель
- Леонид Куравлёв — Степан Борщёв
- Лев Дуров — профессор Корзухин
- Делия Касанова — Каталина
- Сесилия Тихерино — Каталина в старости
- Лев Лемке — Лев Троцкий
- Татьяна Журавлёва — Н. И. Седова
- Игорь Михайлов — поп
- Клаудио Брук — доктор Грин
- Хосе Карлос Руис — генерал
- Хоакин Гарридо — поэт
- Сесар Собревалос — инженер Лопес

## Съёмочная группа
- Автор сценария: Валентин Ежов, Серхио Ольхович
- Режиссёр: Серхио Ольхович
- Оператор: Анатолий Мукасей
- Художник: Борис Бурмистров, Фернандо Рамирес, Габриела Роблес
- Композитор: Исаак Шварц
- Звукооператор: Даниэль Гарсиа, Геннадий Корховой, Галина Лукина
- Спецэффекты: Серхио Хара-мл.
- Продюсер: Эктор Лопес

## Технические данные
- 2 серии по 67 мин.

## Саундтрек
- романс «Гори, гори, моя звезда» Петра Булахова и Владимира Чуевского, исполняет Александр Хочинский
- песня «Воля» Михаила Шелега
- русская народная песня «Степь да степь кругом»
- вальс «Александра» (исп. Alejandra) Энрике Мора
- вальс «Зелёный клуб» (исп. Сlub Verde) Родольфо Камподонико
- марш «Белый край» (исп. Tierra Blanca) Велино М. Преса
- народный танец «Тапатийское харабе» (исп. Jarabe tapatío) в аранжировке Мунуэля М. Понсе
- также звучат фрагменты классических произведений:
  - Петра Чайковского
  - Роберта Шумана
  - Фредерика Шопена
  - Феликса Мендельсона
  - Сильвестре Ревуэльтаса